# ميت أبو الحارث
قرية ميت أبو الحارث هي إحدى القرى التابعة لمركز أجا في محافظة الدقهلية في جمهورية مصر العربية. حسب إحصاءات سنة 2006، بلغ إجمالي السكان في ميت أبو الحارث 6172 نسمة، منهم 3075 رجل و3097 امرأة. بالقرية معهد أزهري ابتدائي للبنين والبنات وآخر إعدادي للبنين. ومن أبنائها جلال دويدار الكاتب الصحفي بالأخبار وامين عام المجلس الاعلي للصحافة سابقا.

## التاريخ
قرية ميت أبو الحارث من القرى القديمة، حيث وردت باسم «منية أبو الحارث» في أعمال السمنودية ضمن قرى الروك الصلاحي التي أحصاها ابن مماتي في كتاب قوانين الدواوين، كما وردت باسم «منية أبي الحارث» في أعمال الغربية ضمن قرى الروك الناصري التي أحصاها ابن الجيعان في كتاب «التحفة السنية بأسماء البلاد المصرية». وفي العصر العثماني وردت باسم «منية أبو الحارث» في التربيع العثماني الذي أجراه الوالي العثماني سليمان باشا الخادم في عصر السلطان العثماني سليمان القانوني ضمن قرى ولاية الدقهلية، وفي تاريخ 1228هـ/1813م الذي عدّ قرى مصر بعد المسح الذي قام به محمد علي باشا باسم «ميت أبو الحارث» ضمن قرى مديرية الدقهلية.